# ФК Кикерс (Емден)
Кикерс Емден е спортен клуб от пристанищния град Емден, чийто мъжки футболен отбор играе в Трета лига през сезон 2008/09. Той е и най-високо разредният футболен отбор от областта Източна Фризия.

## История
Отборът е основан през 1946 г. от емденски футболисти, като наследник на закритите футболни отбори от града преди войната. Към днешна дата наброява около 900 членове, мнозинството от които спортуват футбол. От 1949 до 1964 г. Кикерс играе в аматьорската Оберлига Долна Саксония – Запад. През 1951 г. класирането във втородивизионната Оберлига Север е пропуснато с малко, което остава най-значимият успех на клуба за времето си.
Кикерс Емден успява да получи право за участие в треторазредната Оберлига Север. Там емденци се представят по-убедително от всички свои съседи от Севера, но в квалификационния кръг за класиране във Втора Бундеслига се провалят. Официалната посещаемост от 12 хил. и 14 хил. зрители за баражите си остава клубен рекорд до днес. Клубът се обвързва със спонсорски договор с местния собственик на бензиностанции Score Хелмут Рийдл, който става и президент на спортното дружество, като заема тази длъжност до смъртта си през 1997 г. Замества го Енгелберт Шмидт, финансов предприемач от Емден, който ръководи клуба еднолично. По времето на новия президент Кикерс бележат развитие в спортно отношение, част от отбора е Йорг Хайнрих, който по-късно облича и националната фланелка като играч на Борусия Дортмунд. Дълговете, натрупани по времето на Рийдл в размер на 3,7 милиона евро, постепенно са намалени.
След пропуснатото класиране през 1994 г. Кикерс Емден играят в новосформираната Регионална лига Север, в която до изпадането през 1999 г. не записват по-лошо класиране от девето място. През тази година отборът изпада в Оберлига Север, където завършва първи през 2000 и 2003 г., но губи баражите за промоция в Регионална лига Север. През 2001 г. завършват втори с равни точки с първия Гьотинген 05. През сезон 2004/05 емденци печелят Оберлига Север, въпреки негативните предварителни прогнози. Така клубът отново е част от Регионалната лига от 2005/06.